# Daniel Domscheit-Berg
Daniel Domscheit-Berg (født 1978 i Tyskland), tidligere kendt under pseudonymet Daniel Schmitt, er en tysk internet aktivist. Han har tidligere fungeret som talsmand for Wikileaks, men besluttede selv at starte en whistleblower hjemmeside, denne åbnede i januar 2011 og kom til at hedde OpenLeaks. Før Daniel arbejdede med Wikileaks var han tilknyttet den tyske hackergruppe Chaos Computer Club.
I juli 2011 udgav Daniel bogen Inside WikiLeaks: My Time with Julian Assange at the World's Most Dangerous Website.